# Nigeria na Letnich Igrzyskach Olimpijskich 2000
Niger na Letnich Igrzyskach Olimpijskich 2000 reprezentowało 83 zawodników, 44 mężczyzn i 39 kobiet.

## Zdobyte medale
| Medal  | Zawodnik | Dyscyplina           | Konkurencja                       |
| ------ | --- | -------------------- | --------------------------------- |
| Złoto  | Nigeria Nigeria Clement Chukwu Jude Monye Sunday Bada Enefiok Udo-Obong Nduka Awazie (eliminacje) Fidelis Gadzama (eliminacje) | Lekkoatletyka        | Sztafeta 4x400 m                  |
| Srebro | Glory Alozie | Lekkoatletyka        | Bieg na 100 m przez płotki kobiet |
| Srebro | Ruth Ogbeifo | Podnoszenie ciężarów | Kategoria do 75 kg kobiet         |